# Elena Foguet Plaza
Elena Foguet Plaza (Barcelona, 1960) és una directiva catalana vinculada al sector del comerç minorista de luxe. Ocupa el càrrec de directora de negocis de Value Retail a Espanya, empresa gestora dels centres comercials La Roca Village (Barcelona) i Las Rozas Village (Madrid).
Amb formació en arquitectura tècnica, Foguet ha desenvolupat gran part de la seva trajectòria professional en l'àmbit de la moda i el comerç. Abans d’incorporar-se a Value Retail, va treballar a empreses del sector tèxtil com Levis i Nike. A Value Retail, empresa que desenvolupa el model de chic outlet shopping, Foguet s’encarrega de la gestió i desenvolupament d’aquests centres, orientats a la comercialització de marques de moda de gamma alta i mitjana amb descomptes, en un entorn dissenyat com una vila comercial. La seva tasca se centra en millorar l’experiència dels visitants mitjançant serveis addicionals com el personal shopper, transport, atenció multilingüe i espais d’atenció personalitzada. També ha participat en iniciatives com el Barcelona Designers Collective, que promou la visibilitat de professionals del disseny i la moda. Els centres que dirigeix reben una proporció elevada de visitants internacionals i formen part del conjunt de destinacions comercials vinculades al turisme de compres.  Foguet reparteix la seva activitat professional entre Barcelona i Madrid, i manté contacte habitual amb els altres centres de Value Retail a Europa. Defensa un model de treball descentralitzat i col·laboratiu entre els diferents responsables regionals.
El 2025 va entrar a la llista «Les 100 dones més influents de Catalunya», de la revista Forbes.